# 8754 Leucorodia
A 8754 Leucorodia (ideiglenes jelöléssel 4521 P-L) a Naprendszer kisbolygóövében található aszteroida. Cornelis Johannes van Houten, Ingrid van Houten-Groeneveld és Tom Gehrels fedezte fel 1960. szeptember 24-én.